# Banjole
Banjole (Italiaans: Bagnole) is een dorp in de Kroatische provincie Istrië aan de Adriatische Zee. Het dorp ligt op een schiereiland en is al sinds de tijd van de Romeinen bewoond.
Het 700 inwoners tellende dorpje is -net zoals vele andere plaatsen in Istrië- voornamelijk afhankelijk van toerisme.
Plaatsen in Istrië: Banjole · Bertoki · Buje · Buzet · Fažana · Hum · Izola · Jagodje · Koper · Koromačno · Labin · Lucija · Medulin · Motovun · Muggia · Novigrad · Pazin · Peroj · Piran · Portorož · Poreč · Premantura ·  Pula · Rabac Luka · Ravni · Roč · Rovinj · Savudrija · Škocjan · Stalije · Štinjan · Trget · Umag · Višnjan · Vodnjan · Vrsar
Taal in Istrië: Čakavisch · Istriotisch · Istro-Roemeens · Italiaans · Sloveens · Kroatisch · Venetiaans
Andere artikelen over Istrië: Golf van Triëst · Istrische Democratische Assemblee · Italianisering · Baai van Koper · Baai van Muggia · Baai van Piran · Kvarner · Lim · Mario Andretti · Nino Benvenuti · Sergio Endrigo · Učka